# Mustaqillik Maydoni
Der Mustaqillik Maydoni (deutsch: Unabhängigkeitsplatz) ist ein zentraler Platz in der usbekischen Hauptstadt Taschkent.

## Geschichte
Die Geschichte des Platzes reicht bis weit ins 19. Jahrhundert zurück. Nachdem Taschkent zu Beginn des 19. Jahrhunderts vom Khanat Kokand erobert worden war, befand sich in unmittelbarer Nähe des heutigen Platzes ein Palast des Khans von Khokand. 1865 endete die Herrschaft des Khanats über Taschkent, da russische Truppen die Stadt eroberten. Sie ließen am heutigen Mustaqillik Maydoni eine Residenz für den Generalgouverneur von Turkestan bauen. Unter sowjetischer Herrschaft wurde der Platz in Leninplatz umbenannt und eine Lenin-Statue stand an der Stelle des heutigen Unabhängigkeitsdenkmals. Ab 1974 hieß der Platz Allee der Paraden, da er regelmäßig für Militärparaden genutzt wurde. Unter sowjetischer Regie wurde die Entwicklung des Platzes als zentraler Ort der Stadt vorangetrieben, unter anderem indem zahlreiche Fontänen, die bis heute das Erscheinungsbild des Platzes prägen, angelegt wurden. Nach der Erlangung der Unabhängigkeit 1991 wurde der Platz 1992 offiziell in Mustaqillik Maydoni umbenannt. Die Lenin-Statue wurde durch das bis heute prägende Unabhängigkeitsmonument ersetzt.

### Umgestaltung
Von 2003 bis 2006 wurde der Platz und die anliegenden Gebäude maßgeblich umgestaltet, um dem Ort eine moderne Atmosphäre zu verleihen. Im Rahmen dieser Umgestaltung wurde die Alisher-Navoi-Bibliothek, die sich ursprünglich am Mustaqillik Maydoni befand, an einen anderen Ort versetzt, um den Neubau des Senats an dem Platz zu ermöglichen.

## Heutiges Erscheinungsbild
Am Mustaqillik Maydoni befinden sich vor allem Regierungsgebäude, neben dem Senatsgebäude auch ein Gebäude für das Kabinett. Der Platz selbst ist geprägt von Fontänen und dem zentralen Unabhängigkeitsmonument mit der usbekischen Karte an der Spitze und der Mutter mit dem Kind am Sockel. Zudem gibt es eine Allee in Erinnerung an die Gefallenen des Landes im 2. Weltkrieg. Dort gibt es Bücher, die mit den Namen aller Menschen gefüllt sind, die damals ihr Leben für Usbekistan ließen. Am Ende der Allee befinden sich die Statue einer trauernden Mutter und eine ewige Flamme. In Richtung des Flusses Ankhor, der Taschkent durchfließt, gibt es weitläufige Parkanlagen.

## Nutzung

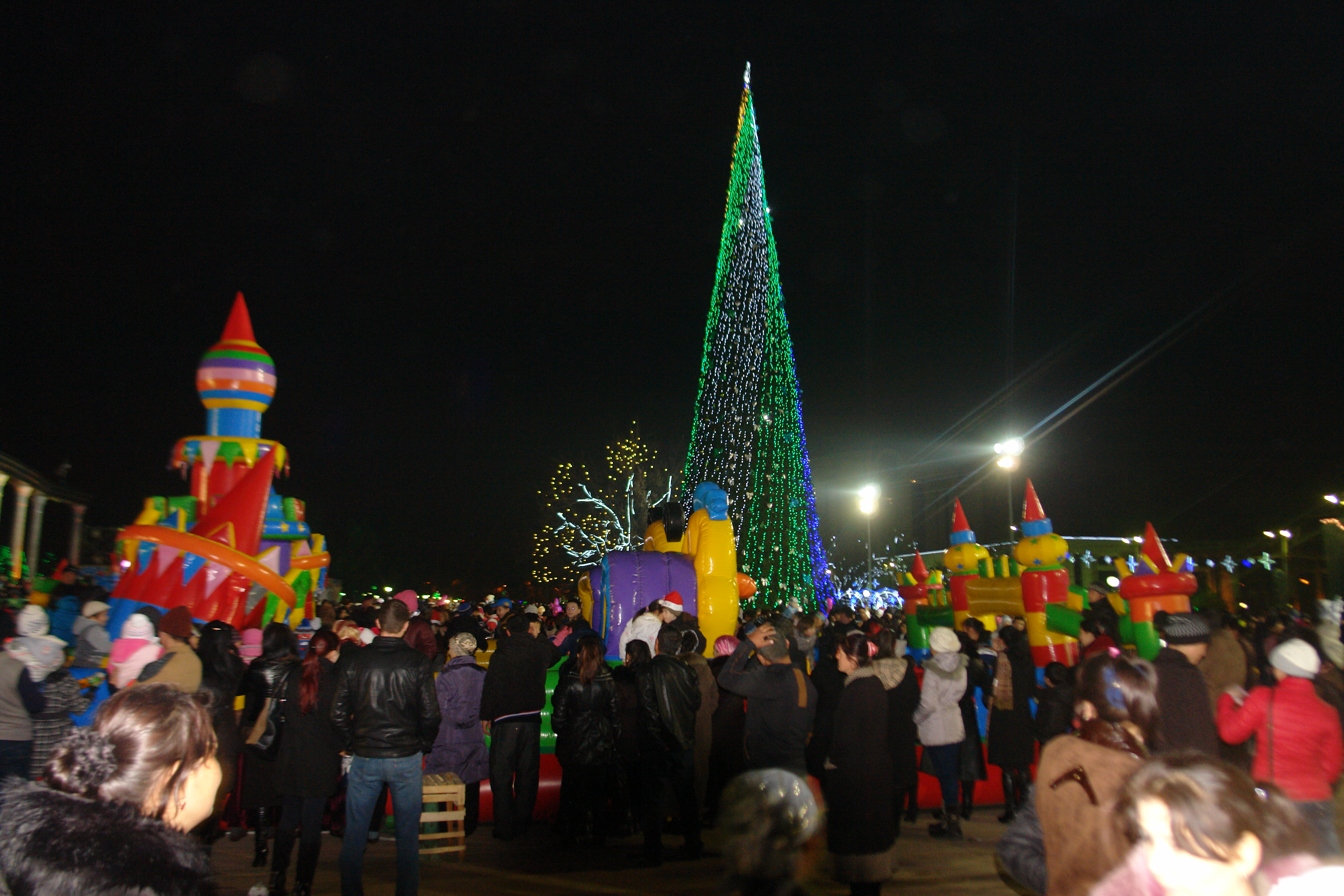
Neujahr 2015

Der Platz wird zu Feierlichkeiten am 1. September, dem Unabhängigkeitstag, und am 9. Mai, dem sogenannten Tag des Sieges, genutzt. Zu Neujahr wird ein großer Baum aufgestellt. Außerdem ist der Platz ein beliebter Ort bei Einheimischen wie Touristen.

## Belege
1. ↑  Independence square, Tashkent, Uzbekistan. Abgerufen am 10. November 2018.
2. ↑  Independence Square - the heart of Tashkent. Abgerufen am 10. November 2018 (englisch).
3. ↑  Monuments of Mustakillik (Independence) Square :: Monuments of Tashkent. Abgerufen am 10. November 2018 (englisch).
4. ↑  Tashkent Independence square. Archiviert vom Original (nicht mehr online verfügbar) am 7. November 2019; abgerufen am 10. November 2018 (englisch).  Info: Der Archivlink wurde automatisch eingesetzt und noch nicht geprüft. Bitte prüfe Original- und Archivlink gemäß Anleitung und entferne dann diesen Hinweis.

Koordinaten: 41° 18′ 59,1″ N, 69° 16′ 0,5″ O